# Beuern (Buseck)

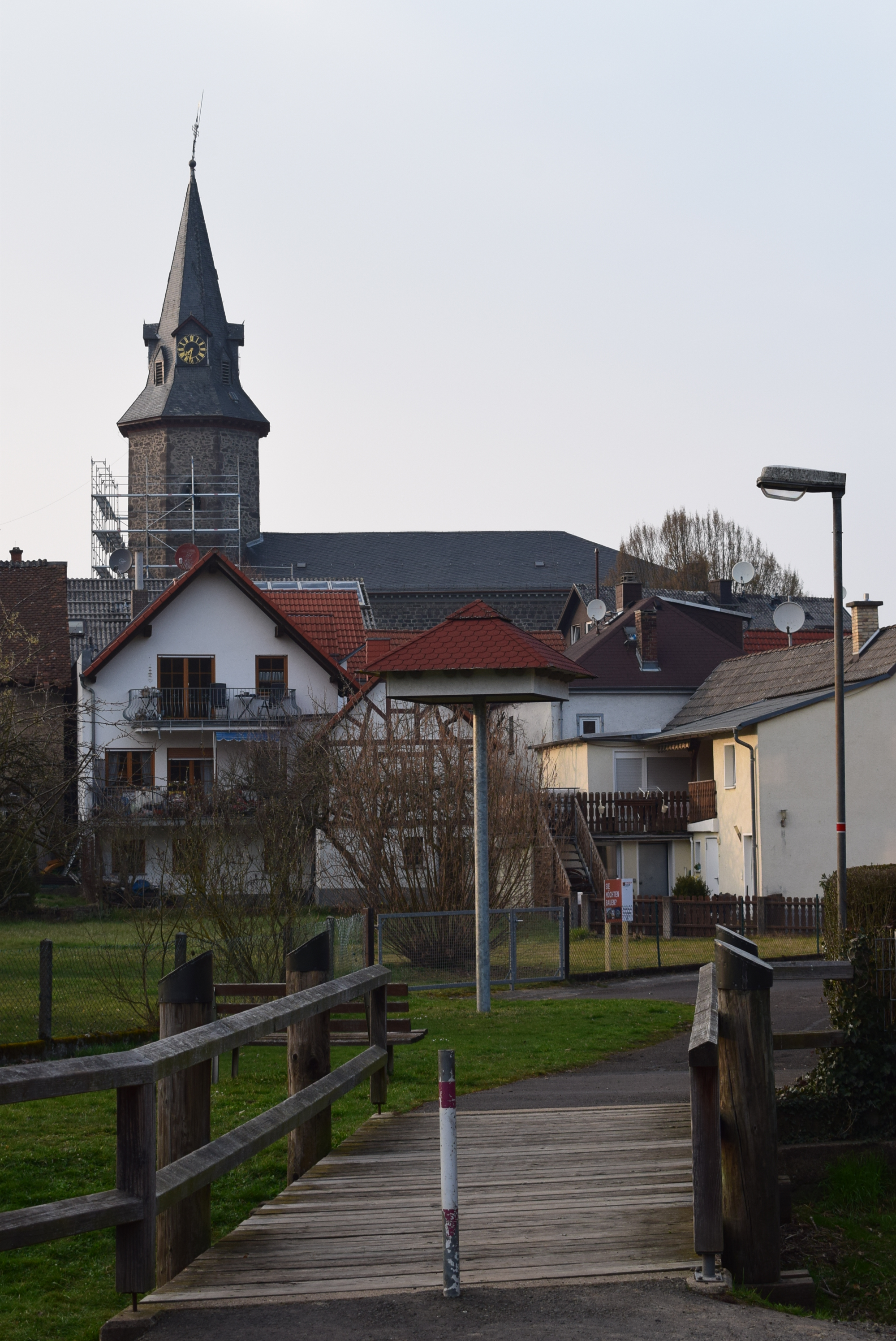
Blick über den Krebsbach nach Beuern

Beuern ist ein Ortsteil der Gemeinde Buseck im mittelhessischen Landkreis Gießen. Er liegt nordöstlich von Gießen. Von Südwesten in Richtung Nordosten verläuft die Landesstraße 3126 durch den Ort.

## Geschichte

### Ortsgeschichte
Die älteste bekannte schriftliche Erwähnung des Ortes erfolgte unter dem Namen buren in einer undatierten Urkunde des Klosterarchivs Arnsburg. Aufgrund verschiedener Kriterien lässt sich die Ausstellung der Urkunde auf den Zeitraum 1199–1219 eingrenzen. Die Urkunde nennt auch einen heute untergegangenen Ort namens Hagen, der bei Beuern lag. In erhaltenen Urkunden späterer Zeit wurde Beuern unter den folgenden Ortsnamen erwähnt (in Klammern das Jahr der Erwähnung): Buren (1238), Birin (1315), Burin (1354) und Buern (1496).
Die Statistisch-topographisch-historische Beschreibung des Großherzogthums Hessen berichtet 1830 über das Busecker Tal:

„Busecker Thal (L. Bez. Giessen) Landstrich. Das Busecker Thal besteht aus 9 Orten: Altenbuseck, Großenbuseck, Albach, Beuern, Bersrod, Burkhardsfelden, Oppenrod, Reißkirchen und Rödchen, die zusammen 5675 Einwohner haben. – Die Vierer und Ganerben von Buseck kamen 1332 unter landgräfliche Gerichtsbarkeit. Sie haben aber niemals als Landsassen, sondern als unmittelbare Reichssassen angesehen seyn wollen. Im Jahr 1547 entstanden darüber große Streitigkeiten, und in dem 1576 erfolgten Vergleich erkannten zwar die Einwohner die landesfürstliche Hoheit des Landgrafen an, aber von dem Landgrafen wurde die Gerichtsbarkeit der von Buseck als ein unbestrittenes kaiserliches Lehen anerkannt. Neue Steitigkeiten veranlaßten 1706 den kaiserlichen Reichshofrath, den Vergleich aufzuheben, und das Busecker Thal für ein unmittelbares kaiserliches Lehen zu erklären, die Andersgesinnten mit 50 Mark löthigen Geldes als Strafe zu belegen, und die Aufrechthaltung dieses Beschlusses mehreren benachbarten Reichsständen zu übertragen. Hierauf wandte sich der Landgraf an die Reichsversammlung zu Regensburg, worauf 1725 dem Hause Hessen-Darmstadt die Geichtsbarkeit, nebst der Lehensherrlichkeit, als eine beständige kaiserliche Commission aufgetragen, und der Vergleich von 1576 bestätigt wurde. Im Jahr 1827 hat die Freiherrliche Familie von Buseck die ihr zustehende Patrimonialgerichtsbarkeit im Busecker Thal an den Staat abgetreten.“

sowie über Beuern:

„(Beuern (L. Bez. Giessen) evangel Pfarrdorf;  liegt 2 St, von Giessen und gehört dem Freiherrn von Buseck, hat 149 Häuser und 882 Einw., die bis auf 58 Juden evangelisch sind. Man findet eine Kirche, die sehr verfallen ist, 4 Mühlen und 1 Ziegelhütte. – Der Ort, der früher Büren hieß, gehörte im 15. Jahrhundert zum Busecker Kirchengebiet. Im Jahr 1827 hat die Freiherrl. Familie von Buseck die patrimonialgerichtsherrliche Justiz- und Polizeigerechtsame von diesem Dorfe an den Staat abgetreten.“

Im Jahr 2005 feierte der Ort sein 800-jähriges Bestehen. Mehrere Ansammlungen von Hügelgräbern in der Gemarkung des Ortes zeugen von deutlich früheren Besiedlungen. Im Ort am Rande des Busecker Tales gab es neben Besitzungen des Klosters Arnsburg auch zwei Adelshöfe, jeweils in der Borngasse und der Metzengasse. Der eine gehörte bis 1624 der Familie Schenk zu Schweinsberg, die ihn im genannten Jahr an Mitglieder der Familie von Buseck verkaufte. Ein zweiter Hof war der Familie von Buseck gen. Brand vom hessischen Landgraf zu Lehen. Er gehörte zum Lehen der Brandsburg in Alten-Buseck.
Hessische Gebietsreform (1970–1977)
Im Zuge der Gebietsreform in Hessen wurde die bis dahin selbstständige Gemeinde Beuern am 1. Januar 1977 kraft dem Gesetz zur Neugliederung des Dillkreises, der Landkreise Gießen und Wetzlar und der Stadt Gießen mit den Gemeinden Alten-Buseck und Großen-Buseck zur neuen Gemeinde Buseck zusammengeschlossen. Für die ehemals eigenständigen Gemeinden von Buseck wurden Ortsbezirke mit Ortsbeirat und Ortsvorsteher nach der Hessischen Gemeindeordnung gebildet.

### Verwaltungsgeschichte im Überblick
Die folgende Liste zeigt die Staaten und Verwaltungseinheiten, denen Beuern  angehört(e):
- 1508 und später: Heiliges Römisches Reich, Gericht Busecker Tal
- vor 1567: Heiliges Römisches Reich, Landgrafschaft Hessen, Gericht Busecker Tal (Ganerbschaft des „Busecker Tals“ der Freiherren zu Buseck)
- ab 1567: Heiliges Römisches Reich, Landgrafschaft Hessen-Marburg, Gericht Busecker Tal (die gerichtlichen Auseinandersetzungen um die Landeshoheit endeten erst 1726)
- 1604–1648: Heiliges Römisches Reich, strittig zwischen Landgrafschaft Hessen-Darmstadt und Landgrafschaft Hessen-Kassel (Hessenkrieg)
- ab 1604: Heiliges Römisches Reich, Landgrafschaft Hessen-Darmstadt, Oberfürstentum Hessen, Oberamt Gießen (ab 1789), Gericht Busecker Tal[12]
- ab 1806: Großherzogtum Hessen,[Anm. 2] Fürstentum Ober-Hessen, Landamt Gießen, Gericht Busecker Tal[13][14]
- ab 1815: Großherzogtum Hessen, Provinz Oberhessen, Landamt Gießen, Gericht Busecker Tal[15]
- ab 1821: Großherzogtum Hessen, Provinz Oberhessen, Landratsbezirk Gießen[Anm. 3]
- ab 1832: Großherzogtum Hessen, Provinz Oberhessen, Kreis Grünberg
- ab 1837: Großherzogtum Hessen, Provinz Oberhessen, Kreis Gießen
- ab 1848: Großherzogtum Hessen, Regierungsbezirk Gießen
- ab 1852: Großherzogtum Hessen, Provinz Oberhessen, Kreis Gießen
- ab 1867: Norddeutscher Bund, Großherzogtum Hessen, Provinz Oberhessen, Kreis Gießen
- ab 1871: Deutsches Reich, Großherzogtum Hessen, Provinz Oberhessen, Kreis Gießen
- ab 1918: Deutsches Reich, Volksstaat Hessen, Provinz Oberhessen, Kreis Gießen
- ab 1938: Deutsches Reich, Volksstaat Hessen, Landkreis Gießen[16][Anm. 4]
- ab 1945: Deutsches Reich, Amerikanische Besatzungszone,[Anm. 5] Groß-Hessen, Regierungsbezirk Darmstadt, Landkreis Gießen
- ab 1946: Deutsches Reich, Amerikanische Besatzungszone, Hessen, Regierungsbezirk Darmstadt, Landkreis Gießen
- ab 1949: Bundesrepublik Deutschland, Hessen, Regierungsbezirk Darmstadt, Landkreis Gießen
- ab 1977: Bundesrepublik Deutschland, Hessen, Regierungsbezirk Darmstadt, Lahn-Dill-Kreis, Gemeinde Buseck
- ab 1979: Bundesrepublik Deutschland, Hessen, Regierungsbezirk Darmstadt, Landkreis Gießen, Gemeinde Buseck
- ab 1981: Bundesrepublik Deutschland, Hessen, Regierungsbezirk Gießen, Landkreis Gießen, Gemeinde Buseck

### Gerichte seit 1803
In der Landgrafschaft Hessen-Darmstadt wurde mit Ausführungsverordnung vom 9. Dezember 1803 das Gerichtswesen neu organisiert. Für die Provinz Oberhessen wurde das „Hofgericht Gießen“ eingerichtet. Es war für normale bürgerliche Streitsachen Gericht der zweiten Instanz, für standesherrliche Familienrechtssachen und Kriminalfälle die erste Instanz. Die Rechtsprechung der ersten Instanz wurde durch die Ämter bzw. Standesherren vorgenommen und somit war für Beuern das „Patrimonialgericht der Freiherren zu Buseck“ in Großen-Buseck zuständig. Nach der Gründung des Großherzogtums Hessen 1806 gingen die Aufgaben der ersten Instanz 1821 im Rahmen der Trennung von Rechtsprechung und Verwaltung auf die neu geschaffenen Land- bzw. Stadtgerichte über, aber erst ab 1827 wurde die Patrimonialgerichtsbarkeit durch das Landgericht Gießen im Namen der Freiherren ausgeübt. Erst infolge der Märzrevolution 1848 wurden mit dem Gesetz über die Verhältnisse der Standesherren und adeligen Gerichtsherren vom 15. April 1848 die standesherrlichen Sonderrechte endgültig aufgehoben.
Anlässlich der Einführung des Gerichtsverfassungsgesetzes am 1. Oktober 1879 wurden die bisherigen Land- und Stadtgerichte im Großherzogtum Hessen aufgehoben und durch Amtsgerichte an gleicher Stelle ersetzt, ebenso verfuhr man mit den als Obergerichten fungierenden Hofgerichten, deren Funktion nun die neu errichteten Landgerichte übernahmen. Die Bezirke des Stadt- und des Landgerichts Gießen wurden zusammengelegt und bildeten nun zusammen mit den vorher zum Landgericht Grünberg gehörigen Orten Allertshausen und Climbach den Bezirk des neu geschaffenen Amtsgerichts Gießen, welches seitdem zum Bezirk des als Obergericht neu errichteten Landgerichts Gießen gehört. Zwischen dem 1. Januar 1977 und 1. August 1979 trug das Gericht den Namen „Amtsgericht Lahn-Gießen“, der mit der Auflösung der Stadt Lahn wieder in „Amtsgericht Gießen“ umbenannt wurde.

### Kirche

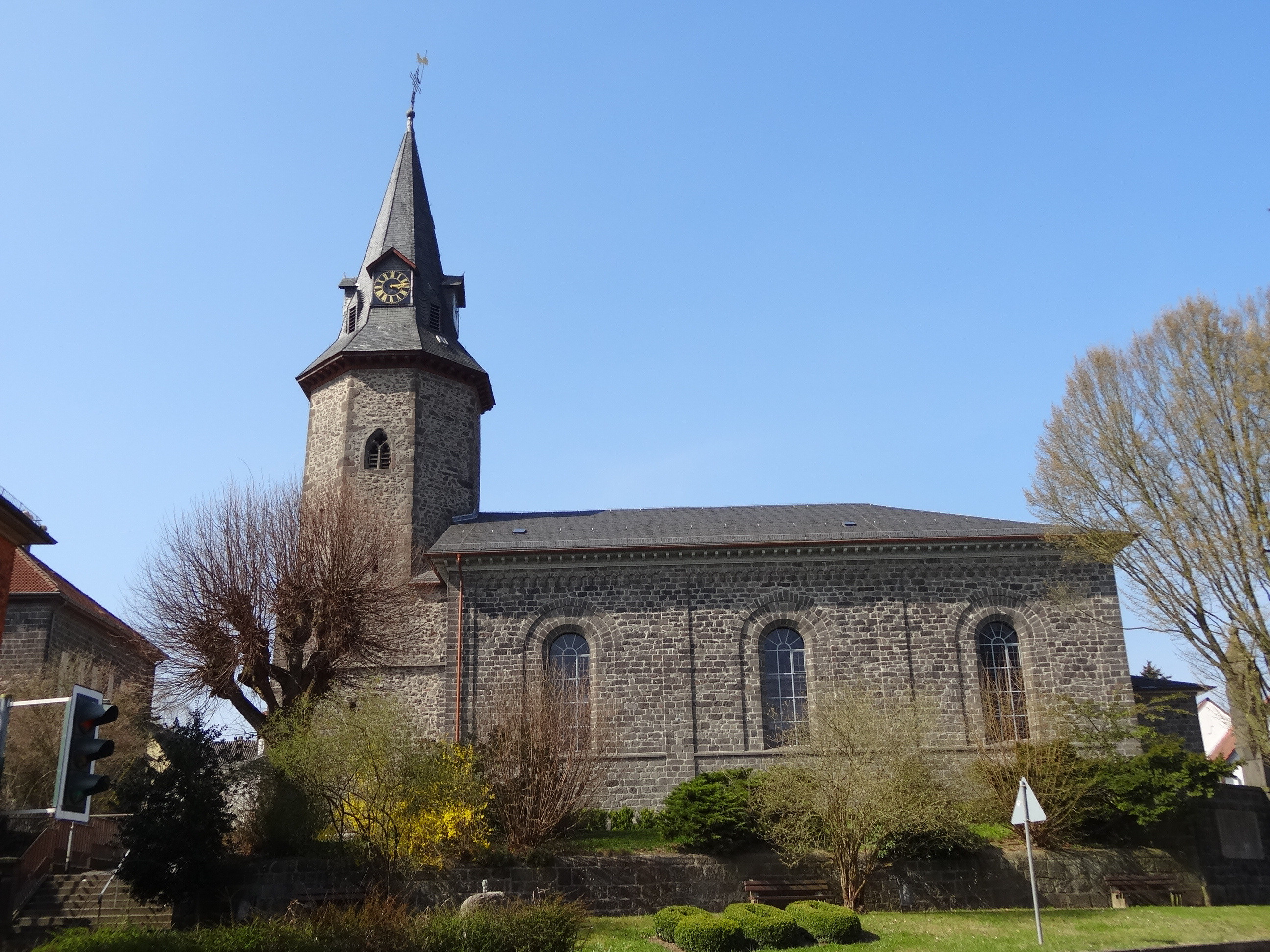
Evangelische Kirche Beuern (2015)

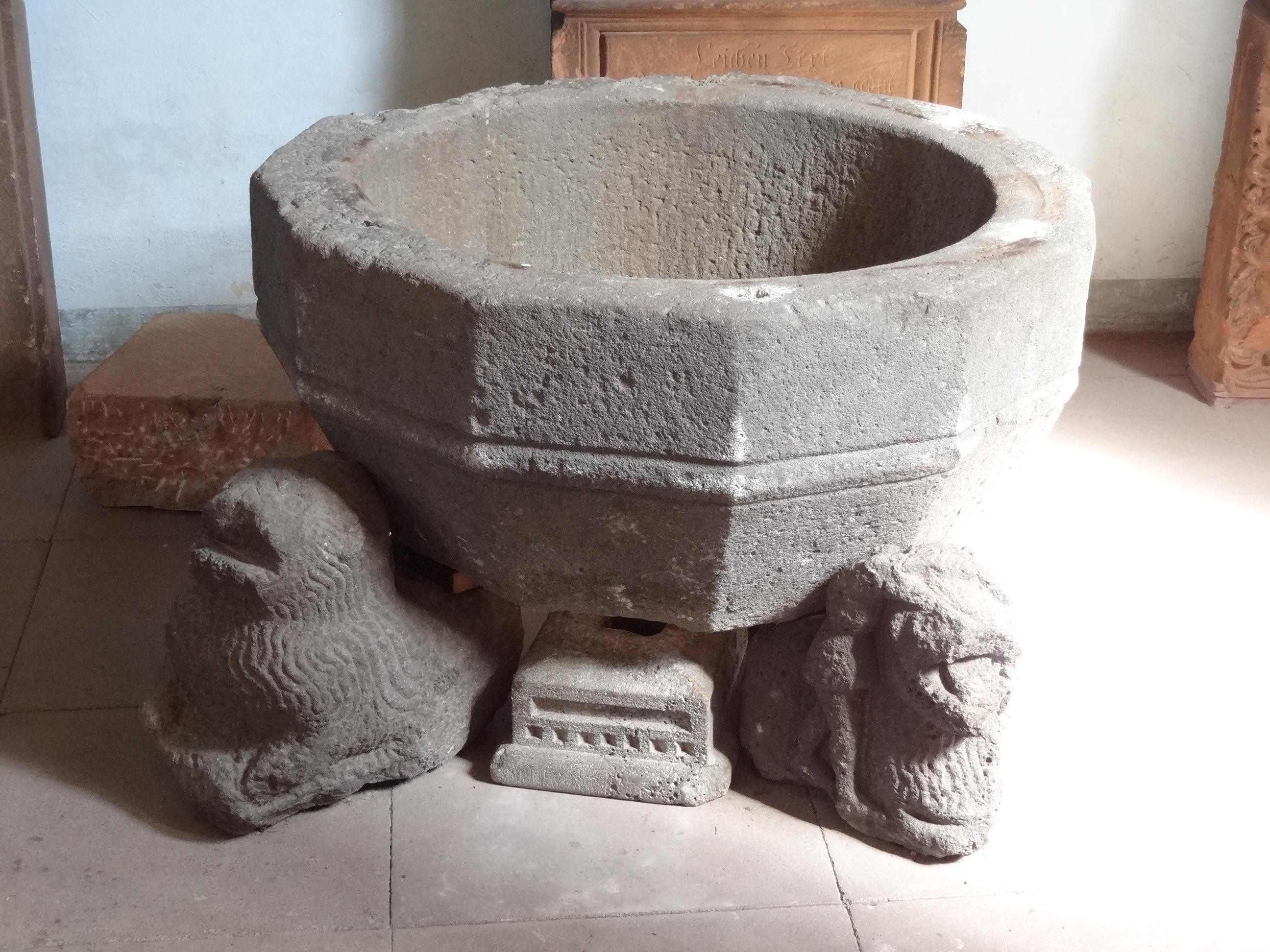
Romanisches Taufbecken in der Kirche von Beuern

Bereits im Jahr 1297 wurde ein Pfarrer für Beuern erwähnt. Die heutige Evangelische Kirche Beuern ist das Ergebnis eines Umbaus im 19. Jahrhundert. Das Kirchenschiff wurde wegen Baufälligkeit 1843/44 abgebrochen. Lediglich der Westturm, wohl Anfang des 14. Jahrhunderts erbaut, blieb erhalten. Unter Verwendung eines Teils der alten Steine des abgebrochenen Kirchenschiffs wurde ein Neubau errichtet. 1847 fand der Einweihungsgottesdienst statt. Im Glockengeschoss findet sich eine Glocke aus dem Jahr 1575, im Schiff steht ein Taufstein aus dem 13. Jahrhundert.

### Stirnberg-Ring
Bekannt wurde Beuern durch seine Motocross-Strecke. Im Jahre 1953 gründeten mehrere Motorsportfans den Motorsportclub Beuern e. V. Eine eigene Trainingsstrecke wurde auf dem Stirnberg errichtet. Bereits im Oktober 1954 wurde ein Gelände-Geschicklichkeitslauf durchgeführt. Durch die Mitgliedschaft im Deutschen Motorsport Verband und einem engagierten Vereinsvorsitzenden konnte auf dem Stirnberg-Ring im Jahre 1965 der erste von mehreren Weltmeisterschaftsläufen stattfinden. Auf dem Gelände werden bis heute Deutsche Meisterschaften ausgetragen.

## Bevölkerung

### Einwohnerstruktur 2011
Nach den Erhebungen des Zensus 2011 lebten am Stichtag, dem 9. Mai 2011, in Beuern 1.935 Einwohner. Darunter waren 57 (2,9 %) Ausländer. Nach dem Lebensalter waren 351 Einwohner unter 18 Jahren, 795 zwischen 18 und 49, 435 zwischen 50 und 64 und 354 Einwohner waren älter. Die Einwohner lebten in 831 Haushalten. Davon waren 255 Singlehaushalte, 228 Paare ohne Kinder und 261 Paare mit Kindern, sowie 66 Alleinerziehende und 21 Wohngemeinschaften. In 168 Haushalten lebten ausschließlich Senioren und in 570 Haushaltungen lebten keine Senioren.

### Einwohnerentwicklung
| • 1577: | 076 Hausgesesse                                                              |
| • 1669: | 288 Seelen                                                                   |
| • 1742: | 2 Geistliche/Beamte, 86 Untertanen, 14 Junge Mannschaften, 9 Beisassen/Juden |
| • 1806: | 696 Einwohner, 115 Häuser                                                    |
| • 1829: | 882 Einwohner, 149 Häuser                                                    |
| • 1867: | 930 Einwohner, 167 Häuser                                                    |

| Beuern: Einwohnerzahlen von 1800 bis 2018 | Beuern: Einwohnerzahlen von 1800 bis 2018 | Beuern: Einwohnerzahlen von 1800 bis 2018 | Beuern: Einwohnerzahlen von 1800 bis 2018 | Beuern: Einwohnerzahlen von 1800 bis 2018 |
| --- | ----------------------------------------- | ----------------------------------------- | ----------------------------------------- | ----------------------------------------- |
| Jahr |                                           |                                           |                                           | Einwohner                                 |
| 1800 | 1800                                      |                                           | 644                                       | 644                                       |
| 1806 | 1806                                      |                                           | 696                                       | 696                                       |
| 1829 | 1829                                      |                                           | 930                                       | 930                                       |
| 1834 | 1834                                      |                                           | 935                                       | 935                                       |
| 1840 | 1840                                      |                                           | 1.019                                     | 1.019                                     |
| 1846 | 1846                                      |                                           | 1.082                                     | 1.082                                     |
| 1852 | 1852                                      |                                           | 1.143                                     | 1.143                                     |
| 1858 | 1858                                      |                                           | 1.100                                     | 1.100                                     |
| 1864 | 1864                                      |                                           | 973                                       | 973                                       |
| 1871 | 1871                                      |                                           | 976                                       | 976                                       |
| 1875 | 1875                                      |                                           | 999                                       | 999                                       |
| 1885 | 1885                                      |                                           | 998                                       | 998                                       |
| 1895 | 1895                                      |                                           | 1.034                                     | 1.034                                     |
| 1905 | 1905                                      |                                           | 1.059                                     | 1.059                                     |
| 1910 | 1910                                      |                                           | 1.002                                     | 1.002                                     |
| 1925 | 1925                                      |                                           | 994                                       | 994                                       |
| 1939 | 1939                                      |                                           | 1.103                                     | 1.103                                     |
| 1946 | 1946                                      |                                           | 1.570                                     | 1.570                                     |
| 1950 | 1950                                      |                                           | 1.590                                     | 1.590                                     |
| 1956 | 1956                                      |                                           | 1.450                                     | 1.450                                     |
| 1961 | 1961                                      |                                           | 1.549                                     | 1.549                                     |
| 1967 | 1967                                      |                                           | 1.672                                     | 1.672                                     |
| 1980 | 1980                                      |                                           | ?                                         | ?                                         |
| 1990 | 1990                                      |                                           | ?                                         | ?                                         |
| 2003 | 2003                                      |                                           | 2.177                                     | 2.177                                     |
| 2011 | 2011                                      |                                           | 1.935                                     | 1.935                                     |
| 2016 | 2016                                      |                                           | 2.003                                     | 2.003                                     |
| 2018 | 2018                                      |                                           | 1.986                                     | 1.986                                     |
| Datenquelle: Historisches Gemeindeverzeichnis für Hessen: Die Bevölkerung der Gemeinden 1834 bis 1967. Wiesbaden: Hessisches Statistisches Landesamt, 1968. Weitere Quellen: LAGIS; Gemeinde Buseck:; Zensus 2011 |                                           |                                           |                                           |                                           |

### Historische Religionszugehörigkeit
| Quelle: Historisches Ortslexikon |                                                             |
| • 1830:                          | 0824 evangelische und 58 jüdische Einwohner                 |
| • 1900:                          | 0018 Baptisten, 2 Darbysten, 9 Missourilutheraner, 32 Juden |
| • 1961:                          | 1.271 evangelische, 262 römisch-katholische Einwohner       |

### Historische Erwerbstätigkeit
| • 1961: | Erwerbspersonen: 238 Land- und Forstwirtschaft, 298 produzierendes Gewerbe, 119 Handel und Verkehr, 142 Dienstleistung und Sonstiges. |

## Persönlichkeiten
- Wilhelm Lindenstruth (1885–1918), Historiker[25]
- Gerhard Keil (1945–2018), Landtagsabgeordneter und erster Kreisbeigeordneter wurde am 28. April 1945 in Beuern geboren.